# 御手洗忠孝
御手洗 忠孝（みたらい ただたか、慶応2年9月27日（1866年11月4日） - 1940年（昭和15年）2月11日）は、明治から昭和時代前期の政治家、実業家。愛媛新報社長。県会議員。愛媛県松山市長、温泉郡道後湯之町町長。立憲同志会、憲政会の中心人物。

## 経歴・人物
松山城下西町で松山藩士の家に生まれる。若くして医学を志し上京するが、病により帰郷し、1890年（明治23年）愛媛新報社に入り記者となり、不迷と号した。 1891年（明治24年）松山市会議員を経て、1896年（明治29年）松山市長・白川福儀の懇請により助役に就任し、1900年（明治33年）まで務めた。助役を退くと、愛媛新報社に戻り、主筆として言論活動を続ける。
のち、1915年（大正4年）9月に県会議員に当選し、さらに同年立憲同志会の幹事長に推挙される。さらに、1919年（大正8年）の衆議院議員補欠選挙では岩崎一高と激しい一騎打ちを演じるが敗れ、同年6月、高須峯造の後を受けて愛媛新報社長に就任した。
1926年（大正15年）8月16日には松山市長に就任し、学校整理、道路拡張、実費診療所、古町公設市場設置などに尽力した。1931年（昭和6年）10月に市長を退くと、道後湯之町の町長となった。1940年（昭和15年）2月11日、神戸市須磨で没した。73歳。